# 田中茂 (画家)
田中 茂（たなか しげる、1970年 - ）は、日本の画家。岐阜県羽島市出身、在住。

## 人物
1970年、岐阜県羽島市に生まれる。子供のころから絵を描くのが好きで、12才の時に油絵を習ったのが絵画のはじめ。
高校卒業後、父親の跡を継ぎ、建築塗装職人となる。外壁にペンキを塗った経験が、今では絵画の調色や配色に役立っている。
若い時には劇団へ所属。その際に、俳優としてミュージカルに出演する傍ら、大道具の背景画を描いていた。演劇に関わった経験も、絵に影響を与えている。
2021年、本格的に絵を描き始める。スケッチブックに娘をデッサンし、それがきっかけで絵に夢中になり画家の道を歩み始める。
独学で絵の勉強をする中で、葛飾北斎で浮世絵とダイナミックな構図を学び、レオナルド・ダ・ヴィンチより黄金比率と遠近法を学んだ。
刷毛と筆の二刀流で、日美展をはじめ各展覧会にて入選や各章を授与している。

## 略歴
1970年　岐阜県羽島市に生まれる
1982年　小6のときに1年間、油絵を習う（師太田京子）
1989年　県立岐阜農林高等学校農芸化学科卒業。田中塗装店の家業を継ぐ
2009年　心臓ペースメーカー埋め込み
2011年　学校の塗装ボランティアにて、小さな親切実行章受章
2015年　東北震災ボランティアにて、東久邇宮記念賞
2020年　塗料報知新聞「ペンキ屋日記」執筆36回連載
2021年　人物デッサンを僕流で始める

## 受賞歴
- 2021年 「羽島市美術展」大賞:市展賞
- 2022年 「全日本アートサロン絵画大賞展」入選
- 2022年 「日美展」国際文化カレッジ賞
- 2022年 「日美展」優秀賞・岐阜新聞放送賞
- 2022年 「ぎふ美術展」大賞:ぎふ美術展[1]
- 2023年 「日白会展」入選[2]
- 2024年　絵画公募展「ル・サロン」入賞[3]
- 2024年　「日白会展」入選
- 2024年　日美展（優秀賞・クサカベ賞）
- 2024年　「ぎふ美術展」入選
- 2024年　「プラチナ大賞展」2点入選[4]
- 2025年　「絵と言葉の力展」入選[5]
- 2025年　「プラチナアート大賞展」優秀賞・マルマン賞[6]
- 2025年　「第70回全日肖展 肖像画及び動物小作品展」　金賞(大賞)[7]

## 主な個展・イベント
- 2023年　銀座 新井画廊（個展）[8]
- 2023年　吉野画廊（個展）[9]
- 2023年　ニューヨークにて展示
- 2024年　12月 スペインマドリード アートギャラリー Galería Nueva（個展）[10]
- 2025年 　ル・サロン展Paris
- 2025年　パリ国際サロン

## 書籍
- 2023年 「美術名典」芸術新聞社
- 2023年 「美術界データブック」生活の友社[11]
- 2023年 「現代日本の美術」美術の窓[12]